# Estádio Municipal Aristides Teodoro Silva
Estádio 19 de Outubro – stadion piłkarski, w Inocência, Mato Grosso do Sul, Brazylia, na którym swoje mecze rozgrywa klub Misto Esporte Clube.
Reinauguracja: 2007 (União – Bataguassú 2-1)
Pierwszy gol: Eliton Tessari (União)